# Engelhardia
Engelhardia Lesch. ex Blume è un genere di piante arboree della famiglia Juglandaceae, originario del sud-est asiatico.

## Etimologia
Dal 1829 questo genere è conosciuto anche con il termine Engelhardtia con il quale è inserito nell'Index Kewensis, questo termine però è nato da un errore di trascrizione fatto dall'autore originale Carl Ludwig Blume, il nome originario di questo genere prima di questa data è appunto Engelhardia.

## Reperti fossili
Polline di piante di Engelhardia è stato ritrovato in depositi dell'epoca del Miocene, precisamente dell'Aquitaniano, in Danimarca.
Fossili di foglie di Engelhardia orsbergensis sono stati scoperti in tufo di riodacite risalenti al basso Miocene nella Slovacchia meridionale, vicino alla città di Lučenec. In Islanda sono stati rinvenuti fossili di Engelhardia orsbergensis e di Engelhardia macroptera provenienti da strati risalenti al tardo Miocene.

## Distribuzione e habitat
Queste piante sono originarie del sud-est asiatico, si estendono dal nord dell'India orientale fino a Taiwan, Indonesia e Filippine. Alcune specie si possono trovare in Borneo, Cina, Filippine, Nepal e in Nuova Guinea.

## Tassonomia
Il genere comprende le seguenti specie:
- Engelhardia apoensis Elmer ex Nagel, originaria della Malesia, del Borneo e delle Filippine
- Engelhardia danumensis E.J.F.Campb.
- Engelhardia hainanensis Chen, originaria della Cina
- Engelhardia kinabaluensis E.J.F.Campb.
- Engelhardia mendalomensis E.J.F.Campb.
- Engelhardia mersingensis E.J.F.Campb.
- Engelhardia mollis Hu
- Engelhardia rigida Blume, originaria di Giava, del Borneo, della Nuova Guinea e delle Filippine
- Engelhardia roxburghiana Lindl.
- Engelhardia serrata Blume, originaria della Cina sud-occidentale, dell'Indocina, dell'Indonesia e delle Filippine
- Engelhardia spicata Lesch ex Blume, originaria del Nepal, dell'Asia meridionale, delle Filippine e della Nuova Guinea
- Engelhardia unijuga (Chun) Chun ex P.Y.Chen

### Sinonimi
Il genere Engelhardia è conosciuto anche con i seguenti sinonimi:
- Alfaropsis Iljinsk.
- Pterilema Reinw.